# Johann Wilhelm Gröninger
Johann Wilhelm Gröninger, né en 1675 ou 1677 à Münster (principauté épiscopale de Münster) et mort en 1724 à Billerbeck, est un sculpteur allemand du baroque tardif, principalement actif en Westphalie. Il est le fils du sculpteur et peintre Johann Mauritz Gröninger (de), dont le style l'a influencé. Il reprend l'atelier de son père après la mort de celui-ci. Son œuvre est marquée par des signes précurseurs du rococo fin et élégant.

## Biographie
Après des années d'itinérance, Gröninger s'installe à Münster entre 1701 et 1704 et travaille d'abord avec son père, avec qui il réalise notamment les autels de la cathédrale Saint-Pierre de Trèves de 1701 à 1703. Il aussi réalise les fonts baptismaux enlacés par un serpent à l'église Saint-Sébastien de Nienberge.
Vers 1709 ou 1710, il emménage à Billerbeck. Son travail le plus important est l'achèvement du tombeau du prévôt Ferdinand von Plettenberg (de), commencé par son père et situé dans le chœur Saint-Jean de la cathédrale Saint-Paul de Münster. Il réalise aussi l'autel Gerdemann de la cathédrale Saint-Jean, ainsi que des sculptures de pont et de jardin en albâtre, en pierre et en bois. En 1721, il confectionne des statues de dieux antiques pour le château de Nordkirchen. Il produit aussi quatre statues de pères de l'Église (saint Jérôme, saint Ambroise, saint Augustin et Grégoire le Grand) pour la chapelle du château Hülshoff, mais le commettant, Heinrich-Johann von Droste zu Hülshoff (de) (1677–1739), décide finalement de les offrir à l'église Saint-Pantaléon de Roxel (de), où elles se trouvent encore aujourd'hui.

Certaines des œuvres de Gröninger sont exposées au Musée LWL d'art et de culture (de) à Münster.